# ICC Champions Trophy 2013
Die ICC Champions Trophy 2013 wurde vom 6. bis zum 13. Juni 2013 in England und Wales ausgetragen. Es war die siebte Champions Trophy im ODI-Cricket, die vom Weltverband International Cricket Council (ICC) organisiert wird.
Das Turnierformat von 2009 blieb unverändert und die damals acht besten Cricket-Nationalmannschaften der ICC ODI Championship nahmen an der ICC Champions Trophy 2013 teil: Australien, England, Indien, Neuseeland, Pakistan, Sri Lanka, Südafrika und die West Indies. Die Mannschaften wurden in zwei Gruppen zu je vier Teams eingeteilt, wobei jedes einmal gegen die anderen der Gruppe antrat. Die zwei besten Mannschaften jeder Gruppe qualifizierten sich für das Halbfinale, dessen Gewinner im Finale aufeinandertrafen.
England, Indien, Sri Lanka und Südafrika erreichten das Halbfinale. England besiegte Südafrika und Indien Sri Lanka, wonach Indien den Gastgeber England im Finale in Edgbaston in Birmingham mit fünf Runs (D/S-Methode) besiegte und so seine zweite Champions Trophy gewann. Zusammen mit den Siegen bei den Cricket World Cups der Jahre 1983 und 2011, der ICC World Twenty20 2007 und dem geteilten Titel mit Sri Lanka bei der ICC Champions Trophy 2002 war dies Indiens vierter internationaler Crickettitel. Der Titelverteidiger Australien schied bereits in der Vorrunde aus.
Das Turnier sollte nach den ursprünglichen Plänen die letzte Champions Trophy sein und ab 2017 durch die ICC World Test Championship ersetzt werden, im Januar 2014 wurde dieser Plan jedoch widerrufen und angekündigt, dass 2017 ebenfalls eine Champions Trophy stattfinden solle und die ICC World Test Championship gestrichen sei.

## Vergabe
Der International Cricket Council vergab die ICC Champions Trophy 2013 an England und Wales.

## Teilnehmer
Die damals acht besten Mannschaften der ICC ODI Championship sechs Monate vor Turnierbeginn qualifizierten sich für die ICC Champions Trophy 2013: Australien, England, Indien, Neuseeland, Pakistan, Sri Lanka, Südafrika und die West Indies. Der Turnierplan und die Vorrundengruppen wurden am 21. August 2012 veröffentlicht. Bangladesch und Simbabwe konnten sich wegen ihren niedrigeren Plätzen in der ICC ODI Championship nicht für die ICC Champions Trophy 2013 qualifizieren. Außerdem nahm kein assoziiertes Mitglied an dem Turnier teil.

Teilnehmende Länder der ICC Champions Trophy 2013; insgesamt zehn Teams nahmen teil.
Qualifiziert durch die ODI-Rangliste
Nicht Qualifiziert
Keine Teilnahme

| Land        | Qualifikationsgrundlage           | Turnierteilnahme | Letztmalige Teilnahme | Bestes Ergebnis       |
| ----------- | --------------------------------- | ---------------- | --------------------- | --------------------- |
| Australien  | ODI-Rangliste zum 21. August 2012 | Siebte           | 2009                  | Sieger (2006, 2009)   |
| England     | ODI-Rangliste zum 21. August 2012 | Siebte           | 2009                  | Finalist (2004)       |
| Indien      | ODI-Rangliste zum 21. August 2012 | Siebte           | 2009                  | Sieger (2002)         |
| Neuseeland  | ODI-Rangliste zum 21. August 2012 | Siebte           | 2009                  | Sieger (2000)         |
| Pakistan    | ODI-Rangliste zum 21. August 2012 | Siebte           | 2009                  | 3. Platz (2000, 2009) |
| Sri Lanka   | ODI-Rangliste zum 21. August 2012 | Siebte           | 2009                  | Sieger (2002)         |
| Südafrika   | ODI-Rangliste zum 21. August 2012 | Siebte           | 2009                  | Sieger (1998)         |
| West Indies | ODI-Rangliste zum 21. August 2012 | Siebte           | 2009                  | Sieger (2004)         |

## Austragungsorte
Die Spiele wurden in zwei englischen und einem walisischen Stadion ausgetragen. Insgesamt wurden 15 Partien während der ICC Champions Trophy 2013 ausgetragen, darunter die zwei Halbfinals und das Finale. Alle drei ausgewählten Stadion trugen Vorrundenspiele und jeweils ein Finalrundenspiel aus.
| Edgbaston Cricket Ground |

| Sophia Gardens |

| The Oval |

| Edgbaston Cricket Ground |

| Sophia Gardens |

| The Oval |

## Format
Die ICC Champions Trophy 2013 wurde über 18 Tage zwischen acht verschiedenen Mannschaften über 15 Spiele ausgetragen. Sie begann am 6. Juni 2013 in Sophia Gardens in Cardiff, Wales, mit dem Eröffnungsspiel zwischen Indien und Südafrika. Das Turnier endete am 23. Juni im Edgbaston Cricket Ground in Birmingham, England, mit dem Finale zwischen England und Indien, wobei Indien die ICC Champions Trophy gewann. Dasselbe Turnierformat kam bei der Champions Trophy 2009 zur Anwendung.

### Spielplan
Die nachfolgende Tabelle zeigt das tägliche Programm der ICC Champions Trophy 2013. Dabei steht ein zyanblaues Kästchen für die Vorrunde, ein grünes Kästchen für Finalrundenspiele und ein gelbes Kästchen für das Finale.
| Vorrunde Juni   | Do. 6.  | Fr. 7.  | Sa. 8.  | So. 9.  | Mo. 10. | Di. 11. | Mi. 12. | Do. 13. | Fr. 14. | Sa. 15. | So. 16. | Mo. 17. |
| --------------- | ------- | ------- | ------- | ------- | ------- | ------- | ------- | ------- | ------- | ------- | ------- | ------- |
| Gruppe A        |         |         | 1       | 1       |         |         | 1       | 1       |         |         | 1       | 1       |
| Gruppe B        | 1       | 1       |         |         | 1       | 1       |         |         | 1       | 1       |         |         |
| Finalrunde Juni | Di. 18. | Mi. 19. | Do. 20. | Fr. 21. | Sa. 22. | So. 23. |         |         |         |         |         |         |
| Finalrunde      |         | 1       | 1       |         |         | 1       |         |         |         |         |         |         |

| Farblegende |
| Vorrunde    |
| Finalrunde  |
| Finale      |

### Gruppen
| Gruppe A                                | Gruppe B                              |
| --------------------------------------- | ------------------------------------- |
| Australien England Neuseeland Sri Lanka | Indien Pakistan Südafrika West Indies |

### Vorrunde
Die Champions Trophy 2013 wurde zwischen acht Nationalmannschaften ausgespielt. Für die Vorrunde wurden die Mannschaften in zwei Gruppen zu je vier Mannschaften eingeteilt mit demselben Turnierformat wie 2009. In welche Gruppe jede Mannschaft eingeteilt wurde, wurde in der Auslosung festgelegt. Jede Mannschaft bestritt ein Spiel gegen jede andere seiner Gruppe. Für einen Sieg gab es zwei Tabellenpunkte, für ein Unentschieden oder No Result einen Punkt, für eine Niederlage keinen Punkt. Hatten zwei Mannschaften dieselbe Anzahl an Tabellenpunkten, wurde der Tabellenrang anhand der Net Run Rate, gefolgt von der Net Bowl Rate und dem direkten Vergleich ermittelt.
Am Ende der Vorrunde qualifizierten sich die jeweils beiden besten einer Gruppe für die Finalrunde.

### Finalrunde
Ab dieser Phase nahm das Turnier ein K.-o.-System an. Jedes Spiel musste zwingend mit einem Sieg enden. Gab es nach beiden Innings keinen Sieger, wurde das Spiel durch ein Super Over entschieden.

## Kaderlisten
Die Teams benannten die folgenden Kader.
| ODI | ODI | ODI | ODI |
| Australien | England | Indien | Neuseeland |
| --- | --- | --- | --- |
| - Michael Clarke (K) - George Bailey (VK) - Nathan Coulter-Nile - Xavier Doherty - James Faulkner - Phillip Hughes - Mitchell Johnson - Mitchell Marsh - Glenn Maxwell - Clint McKay - Mitchell Starc - Adam Voges - Matthew Wade (wk) - David Warner - Shane Watson | - Alastair Cook (K) - James Anderson - Jonny Bairstow (wk) - Ian Bell - Ravi Bopara - Tim Bresnan - Stuart Broad - Jos Buttler (wk) - Steven Finn - Eoin Morgan - Joe Root - Graeme Swann - James Tredwell - Jonathan Trott - Chris Woakes                                                                                 | - Mahendra Singh Dhoni (K & wk) - Ravichandran Ashwin - Shikhar Dhawan - Ravindra Jadeja - Dinesh Karthik (wk) - Virat Kohli - Vinay Kumar - Amit Mishra - Irfan Pathan - Suresh Raina - Ishant Sharma - Rohit Sharma - Murali Vijay - Umesh Yadav        | - Brendon McCullum (K & wk) - Corey Anderson - Doug Bracewell - Ian Butler - Grant Elliott - James Franklin - Martin Guptill - Mitchell McClenaghan - Nathan McCullum - Kyle Mills - Colin Munro - Luke Ronchi (wk) - Tim Southee - Ross Taylor - Daniel Vettori - Kane Williamson |
| Pakistan | Sri Lanka | Südafrika | West Indies |
| - Misbah-ul-Haq (K) - Kamran Akmal (VK, wk) - Abdul Rehman - Asad Ali - Asad Shafiq - Ehsan Adil - Imran Farhat - Junaid Khan - Mohammad Hafeez - Mohammad Irfan - Nasir Jamshed - Saeed Ajmal - Shoaib Malik - Umar Amin - Wahab Riaz                               | - Angelo Mathews (K) - Dinesh Chandimal - Tillakaratne Dilshan - Shaminda Eranga - Rangana Herath - Sachithra Senanayake - Mahela Jayawardene - Nuwan Kulasekara - Dilhara Lokuhettige - Lasith Malinga - Jeevan Mendis - Kusal Perera - Thisara Perera - Kumar Sangakkara (wk) - Sachithra Senanayake - Lahiru Thirimanne | - AB de Villiers (K & wk) - Hashim Amla - Farhaan Berhardien - Faf du Plessis - JP Duminy - Colin Ingram - Rory Kleinveldt - Ryan McLaren - David Miller - Morné Morkel - Chris Morris - Alviro Petersen - Robin Peterson - Dale Steyn - Lonwabo Tsotsobe | - Dwayne Bravo (K) - Denesh Ramdin (VK & wk) - Tino Best - Darren Bravo - Johnson Charles - Chris Gayle - Jason Holder - Sunil Narine - Kieron Pollard - Ravi Rampaul - Kemar Roach - Darren Sammy - Marlon Samuels - Ramnaresh Sarwan - Devon Smith                               |

## Turnier

### Vorrunde

#### Gruppe A
Tabelle
| Gruppe A   | Sp. | S | N | NR | P | NRR    |
| ---------- | --- | - | - | -- | - | ------ |
| England    | 3   | 2 | 1 | 0  | 4 | +0.308 |
| Sri Lanka  | 3   | 2 | 1 | 0  | 4 | −0.197 |
| Neuseeland | 3   | 1 | 1 | 1  | 3 | +0.777 |
| Australien | 3   | 0 | 2 | 1  | 1 | −0.680 |

Spiele
| 8. Juni Scorecard | Edgbaston | England 269-6 (50)          | – | Australien 221-9 (50) |

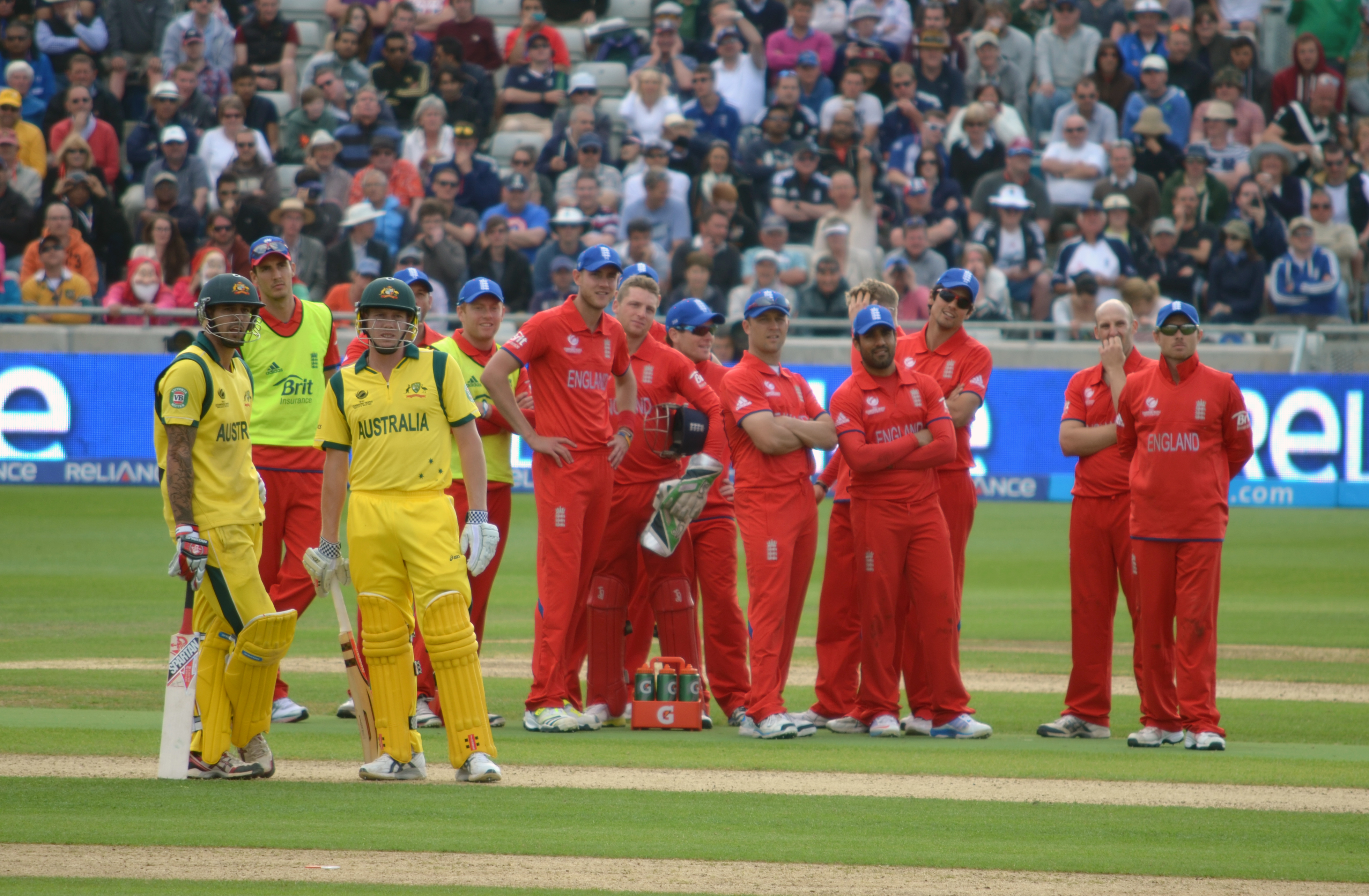
Vorrundenspiel zwischen Australien und England im Edgbaston Cricket Ground in Birmingham

|                   |           | England gewinnt mit 48 Runs |   |                       |

England gewann den Münzwurf und entschied sich als Schlagmannschaft zu beginnen. Als Spieler des Spiels wurde Ian Bell ausgezeichnet.
| 9. Juni Scorecard | Cardiff | Sri Lanka 138 (37.5)            | – | Neuseeland 139-9 (36.3) |
|                   |         | Neuseeland gewinnt mit 1 Wicket |   |                         |

Sri Lanka gewann den Münzwurf und entschied sich als Schlagmannschaft zu beginnen. Als Spieler des Spiels wurde Nathan McCullum ausgezeichnet.
| 12. Juni Scorecard | Edgbaston | Australien 243-8 (50) | – | Neuseeland 51-2 (15.0) |
|                    |           | No Result             |   |                        |

Australian gewann den Münzwurf und entschied sich als Schlagmannschaft zu beginnen. Spiel wurde auf Grund von einsetzendem Regen abgebrochen.
| 13. Juni Scorecard | The Oval | England 293-7 (50)              | – | Sri Lanka 297-3 (47.1) |
|                    |          | Sri Lanka gewinnt mit 7 Wickets |   |                        |

Sri Lanka gewann den Münzwurf und entschied sich als Feldmannschaft zu beginnen. Als Spieler des Spiels wurde Kumar Sangakkara ausgezeichnet.
| 16. Juni Scorecard | Cardiff | England 169 (23.3/24)       | – | Neuseeland 159-8 (24/24) |
|                    |         | England gewinnt mit 10 Runs |   |                          |

Der Spielbeginn verzögerte sich auf Grund von Regen. Neuseeland gewann den Münzwurf und entschied sich als Feldmannschaft zu beginnen. Als Spieler des Spiels wurde Alastair Cook ausgezeichnet.
| 17. Juni Scorecard | The Oval | Sri Lanka 253-8 (50)          | – | Australien 233 (42.3) |
|                    |          | Sri Lanka gewinnt mit 20 Runs |   |                       |

Australien gewann den Münzwurf und entschied sich als Feldmannschaft zu beginnen. Als Spieler des Spiels wurde Mahela Jayawardene ausgezeichnet.

#### Gruppe B
Tabelle
| Gruppe A    | Sp. | S | N | U | NR | P | NRR    |
| ----------- | --- | - | - | - | -- | - | ------ |
| Indien      | 3   | 3 | 0 | 0 | 0  | 6 | +0.938 |
| Südafrika   | 3   | 1 | 1 | 1 | 0  | 3 | +0.325 |
| West Indies | 3   | 1 | 1 | 1 | 0  | 3 | −0.075 |
| Pakistan    | 3   | 0 | 3 | 0 | 0  | 0 | −1.035 |

Spiele
| 6. Juni Scorecard | Cardiff | Indien 331-7 (50)          | – | Südafrika 305 (50) |

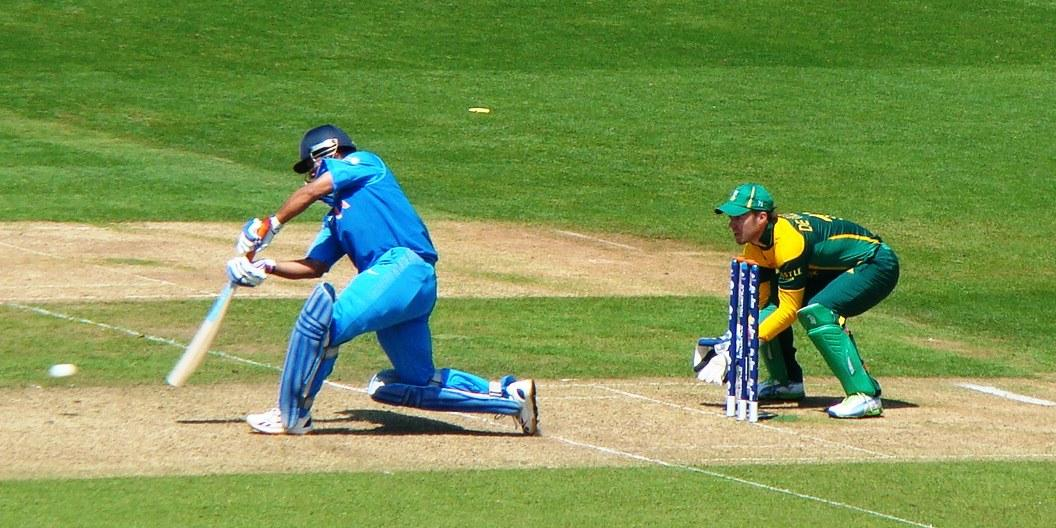
Vorrundenspiel zwischen Indien und Südafrika in Sophia Gardens in Cardiff

|                   |         | Indien gewinnt mit 26 Runs |   |                    |

Südafrika gewann den Münzwurf und entschied sich als Feldmannschaft zu beginnen. Als Spieler des Spiels wurde Shikhar Dhawan ausgezeichnet.
| 7. Juni Scorecard | The Oval | Pakistan 170 (48.0)               | – | West Indies 172-8 (40.4) |
|                   |          | West Indies gewinnt mit 2 Wickets |   |                          |

Die West Indies gewannen den Münzwurf und entschieden sich als Feldmannschaft zu beginnen. Als Spieler des Spiels wurde Kemar Roach ausgezeichnet.
| 10. Juni Scorecard | Edgbaston | Südafrika 234-9 (50)          | – | Pakistan 167 (45.0) |
|                    |           | Südafrika gewinnt mit 67 Runs |   |                     |

Südafrika gewann den Münzwurf und entschied sich als Schlagmannschaft zu beginnen. Als Spieler des Spiels wurde Hashim Amla ausgezeichnet.
| 11. Juni Scorecard | The Oval | West Indies 233-9 (50)       | – | Indien 236-2 (39.1) |
|                    |          | Indien gewinnt mit 8 Wickets |   |                     |

Indien gewann den Münzwurf und entschied sich als Feldmannschaft zu beginnen. Als Spieler des Spiels wurde Ravindra Jadeja ausgezeichnet.
| 14. Juni Scorecard | Cardiff | Südafrika 230-6 (31/31)    | – | West Indies 190-6 (26.1/31) |
|                    |         | Unentschieden (D/L method) |   |                             |

Die West Indies gewannen den Münzwurf und entschieden sich als Feldmannschaft zu beginnen. Als Spieler des Spiels wurde Colin Ingram ausgezeichnet. Spiel verzögerte sich wegen Regen und wurde auf Grund von abermaligem Regen vorzeitig abgebrochen.
| 15. Juni Scorecard | Edgbaston | Pakistan 165 (39.4/40)                    | – | Indien 102-2 (19.1/22) |
|                    |           | Indien gewinnt mit 8 Wickets (D/L method) |   |                        |

Indien gewann den Münzwurf und entschied sich als Feldmannschaft zu beginnen. Als Spieler des Spiels wurde Bhuvneshwar Kumar ausgezeichnet.

### Halbfinale
| 19. Juni Scorecard | The Oval | Südafrika 175 (38.4)          | – | England 179-3 (37.3) |
|                    |          | England gewinnt mit 7 Wickets |   |                      |

England gewann den Münzwurf und entschied sich als Feldmannschaft zu beginnen. Als Spieler des Spiels wurde James Tredwell ausgezeichnet.
| 20. Juni Scorecard | Cardiff | Sri Lanka 181-8 (50)         | – | Indien 182-2 (35.0) |
|                    |         | Indien gewinnt mit 8 Wickets |   |                     |

Indien gewann den Münzwurf und entschied sich als Feldmannschaft zu beginnen. Als Spieler des Spiels wurde Ishant Sharma ausgezeichnet.

### Finale
| 23. Juni Scorecard | Edgbaston | Indien 129-7 (20/20)      | – | England 124-8 (20/20) |
|                    |           | Indien gewinnt mit 5 Runs |   |                       |

England gewann den Münzwurf und entschied sich als Feldmannschaft zu beginnen. Als Spieler des Spiels wurde Ravindra Jadeja ausgezeichnet.

## Statistiken

Ergebnis der ICC Champions Trophy 2013:
Sieger
Finalist
Halbfinalteilnahme
In der Gruppenphase ausgeschieden
Keine Teilnahme

Während des Turniers wurden folgende Statistiken erzielt.
| ODIs                 | ODIs       | ODIs    | ODIs    | ODIs    | ODIs    | ODIs    | ODIs    | ODIs    |
| Batting              | Batting    | Batting | Batting | Batting | Batting | Batting | Batting | Batting |
| Spieler              | Mannschaft | Spiele  | Innings | Runs    | Average | HS      | 100s    | 50s     |
| -------------------- | ---------- | ------- | ------- | ------- | ------- | ------- | ------- | ------- |
| Shikhar Dhawan       | Indien     | 5       | 5       | 363     | 90,75   | 114     | 2       | 1       |
| Jonathan Trott       | England    | 5       | 5       | 229     | 57,25   | 82*     | 0       | 2       |
| Kumar Sangakkara     | Sri Lanka  | 4       | 4       | 222     | 74,00   | 134*    | 1       | 1       |
| Rohit Sharma         | Indien     | 5       | 5       | 177     | 35,40   | 65      | 0       | 2       |
| Virat Kohli          | Indien     | 5       | 5       | 176     | 58,66   | 58*     | 0       | 1       |
| Bowling              |            |         |         |         |         |         |         |         |
| Spieler              | Mannschaft | Spiele  | Overs   | Wickets | Average | BBI     | 5W      | 10W     |
| Ravindra Jadeja      | Indien     | 5       | 41.0    | 12      | 12,83   | 5/36    | 1       | 0       |
| Mitchell McClenaghan | Neuseeland | 3       | 23.5    | 11      | 13,09   | 4/43    | 0       | 0       |
| James Anderson       | England    | 5       | 37.0    | 11      | 13,72   | 3/30    | 0       | 0       |
| Ishant Sharma        | Indien     | 5       | 38.0    | 10      | 21,80   | 3/33    | 0       | 0       |
| Ryan McLaren         | Südafrika  | 4       | 27.1    | 8       | 18,50   | 4/19    | 0       | 0       |